# Ursula Oswald-Ziegler
Ursula Oswald-Ziegler (* 1. Januar 1957) ist eine ehemalige deutsche Tischtennisspielerin. Sie spielte in den 1980er und 1990er Jahren in der Bundesliga. Bei der Deutschen Meisterschaft 1989 der Erwachsenen gewann sie eine Bronzemedaille. Ihre Erfolge verdankt sie vor allem ihrer unorthodoxen Spielweise mit einem Schläger, mit dem ihre Gegnerinnen nur schwer zurecht kamen. Düsseldorfs Trainer Mario Amizic sprach von „Scheiß-Belägen“.

## Werdegang
Mit 13 Jahren begann Ursula Oswald-Ziegler mit dem Tischtennissport hobbymäßig im Christlichen Verein Junger Menschen (CVJM). Fünf Jahre später schloss sie sich dem Verein Tuspo Fürth an. Bis dahin nutzte sie einen Barna-Schläger mit Noppen. Der sportliche Durchbruch gelang um 1985, als sie auf einen Schläger umstieg, der auf beiden Seiten mit langen Noppen ohne Unterlage bestückt war.
Mit der Damenmannschaft des Tuspo Fürth spielte sie in der 2. Bundesliga Süd. 1988 wechselte sie zum Verein Rot-Weiß Klettham-Erding, mit dem sie 1989 in die 1. Bundesliga aufstieg. In der Saison 1993 gewann das Team den ETTU Cup. 1996 kehrte Oswald-Ziegler wieder zum Tuspo Fürth zurück.
Zu ihren größten Erfolgen zählt der Gewinn der Bronzemedaille bei den Deutschen Meisterschaften 1989 im Einzel, wo sie im Viertelfinale sogar gegen Olga Nemes gewann.
Um 2000 beendete Ursula Oswald-Ziegler aus gesundheitlichen Gründen ihre Karriere im Leistungssport.

## Privat
Ursula Oswald-Ziegler ist verheiratet mit Gerald Ziegler, der in der Tischtennis-Bayernliga antrat (2000). Ihr Sohn erreichte Oberligastärke.

## Turnierergebnisse
| Verband | Veranstaltung                  | Jahr | Ort        | Land | Einzel | Doppel | Mixed  | Team |       |
| ------- | ------------------------------ | ---- | ---------- | ---- | ------ | ------ | ------ | ---- | ----- |
| GER     | Süddeutsches Ranglistenturnier | 1988 | Öhringen   | GER  | Gold   |        |        |      | [ 7 ] |
| GER     | Süddeutsche Meisterschaft      | 1990 | Langweid   | GER  | Silber | Silber | Bronze |      | [ 8 ] |
| GER     | Bayerische Meisterschaft       | 1991 | Dingolfing | GER  | Gold   |        |        |      | [ 9 ] |